# Correio da Manhã

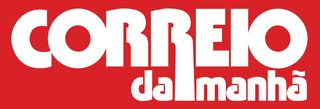
Logo de Correio da Manhã.

Le Correio da Manhã (en français Courrier du matin) est un quotidien portugais de type tabloïd, imprimé depuis 1979 peu après la révolution des Œillets. Il est depuis 2000 la propriété de Cofina, qui détient aussi Record.

## Présentation
Le journal défend une ligne politique conservatrice et est, en 2019, le quotidien le plus lu du Portugal.
Le député André Ventura, fondateur du parti d’extrême droite Chega !, a tenu une chronique dans ses pages.